# Gustavo Basilio

Luiz Gustavo Basílio é o caçula de 3 irmãos, começou na modalidade na escola na qual estudava, por incentivo e inspiração do irmão mais velho Luiz Felipe Basilio, que também jogava basquete, começou a praticar a modalidade. Logo foi convidado a fazer parte das categorias de base do Clube Círculo Militar de São Paulo no ano de 2000. Deu início a sua carreira, mesmo sem saber. 3 anos depois foi inscrito na federação Paulista de Basquete(FPB)
Pelo Círculo militar disputou todas as finais de campeonato que participou, desde pré-mini ao Infantil, sendo Campeão de nas categorias Mirim(Grande São Paulo - Estadual) e repetindo o feito no ano seguinte na Categoria Infantil  
Após quase 8 anos no Círculo militar, Gustavo foi para o Hebraica de São Paulo, conquistar mais experiência e tempo de quadra, nesta época subiu de categoria já se destacando bastante nos times. Ficou dois anos no clube que lhe rendeu duas convocações es títulos de campeonato brasileiro 2007 com a categoria Infanto-juvenil  e no ano de 2008 na categoria Sub17  Nos anos seguintes Gustavo foi para Corinthians jogar Juvenil 1º ano e seu segundo ano foi no Barueri onde conquistou o título de cestinha do campeonato.
No São Caetano teve uma boa passagem conquistando títulos Regionais e abertos, depois desses 2 anos no São Caetano, foi contratado pelo São José dos Campos  equipe de Tradição no cenário nacional do basquete. Dando inicio a sua história na liga Nacional de Basquete NBB. Na equipe de São Jose teve a felicidade de conquistar o titulo de campeão Paulista adulto   Ficou no São José dos Campos de 2013 há 2016, na sua última temporada pelo São Jose dos Campos 15/16 foi indicado ao prémio de melhor defensor do campeonato . Conquistou respeito e visibilidade na liga, foi contratado pelo E.C Pinheiros aonde fez a temporada de 2016/2017 - Com médias de 11,3 minutos jogados, 0.4 assistências por jogo e 44.6% de aproveitamento . O que lhe rendeu um contrato no ano seguinte para o Vasco da Gama(RJ) onde teve seu melhor ano profissional até o momento com médias de 25.7 minutos, 49% de aproveitamento e 10 pontos de média de eficiência. 
Nessa temporada 2018/2019 Gustavo Basílio está o time de Bauru Sendi. 

## Estatísticas

### Temporada regular da NBB
| Ano      | Equipe     | PJ  | MPJ  | FG%  | 3P%  | LL%  | RT  | AS  | BR  | TO  | PPJ  |
| -------- | ---------- | --- | ---- | ---- | ---- | ---- | --- | --- | --- | --- | ---- |
| 2013–14  | São José   | 40  | 10.5 | .439 | .313 | .700 | 1.8 | 0.4 | 0.8 | .0  | 4.15 |
| 2014–15  | São José   | 30  | 7.4  | .574 | .278 | .806 | 0.8 | 0.4 | .5  | .0  | 3.2  |
| 2015–16  | São José   | 28  | 16.1 | .519 | .205 | .707 | 1.9 | 0.6 | 0.7 | .0  | 4.9  |
| 2016–17  | Pineheiros | 32  | 11.6 | .541 | .318 | .765 | 1.1 | 0.4 | .0  | .0  | 3.78 |
| 2017–18  | Vasco      | 32  | 25.7 | .620 | .333 | .700 | 2.8 | 2.1 | 0.8 | 0.1 | 9.62 |
| Carreira |            | 162 | 14.1 | .557 | .300 | .728 | 1.7 | 0.8 | .5  | .0  | 4.8  |

### Playoffs da NBB
| Ano      | Equipe                                   | PJ | MPJ  | FG%  | 3P%  | LL%  | RT  | AS  | BR  | TO | PPJ  |
| -------- | ---------------------------------------- | -- | ---- | ---- | ---- | ---- | --- | --- | --- | -- | ---- |
| 2013     | São José                                 | 13 | 13.0 | .471 | .357 | .750 | 2.4 | .5  | .3  | .0 | 3.8  |
| 2015     | São José                                 | 7  | 6.2  | .750 | .000 | 100  | 0.4 | 0.1 | .0  | .0 | 2.2  |
| 2017     | Predefinição:Esporte Clube Pinheiros     | 15 | 9.1  | .552 | .200 | .400 | 1.1 | 0.2 | 0.5 | .0 | 2.8  |
| 2018     | Predefinição:Clube Regatas Vasco da Gama | 4  | 24.1 | .714 | .455 | .778 | 3.0 | 2.5 | 0.8 | .0 | 10.5 |
| Carreira | Carreira                                 | 39 | 11.4 | .565 | .283 | .727 | 1.6 | 0.5 | .4  | .0 | 3.87 |

## Títulos
Circulo Militar
- Campeão Paulista mirim
- Campeão Paulista infantil
- Vice Campeão Paulista pré mini
- Vice Campeão Paulista mini

Grêmio Barueri
- Campeão Paulista Juvenil
- Campeão dos Jogos Regionais
- Vice Campeão dos Jogos Abertos

São José
- Campeão do Paulista de basquete: 2015